# مچ‌باکس (فیلم)
مچ‌باکس (انگلیسی: Matchbox) یک فیلم کمدی اکشن و ماجراجویی آمریکایی آماده اکران به کارگردانی سم هارگریو و نویسندگی دیوید کوگشال و جاناتان تروپر است که فیلمنامه بر اساس برند اسباب‌بازی به همین نام ساخته شده است. جان سینا، جسیکا بیل، سم ریچاردسون، آرتورو کاسترو، تیونا پریس، راندیپ هودا، دانای گوریرا و کوری استول در این فیلم ایفای نقش می‌کنند.

## داستان
مچ‌باکس یک ماجراجویی پر جنب و جوش، جهانی و صمیمانه است که شان (جان سینا) را دنبال می‌کند، که پس از انجام یک مأموریت، به زادگاهش بازمی‌گردد، جایی که او دوباره با دوستان دوران کودکی خود از بیست سال پیش ارتباط برقرار می‌کند. در طول اتحاد مجدد آنها، این باند ربوده می‌شود و برای یک مأموریت نادرست استفاده می‌شود. اکنون همه آنها باید برای اثبات بی‌گناهی خود با یکدیگر همکاری کنند و با انجام این کار، خود و دوستی خود را در این راه دوباره کشف کنند.

## ساخت
فیلمبرداری در ژانویه ۲۰۲۵ در بوداپست آغاز شد.